# Туркул Антон Васильович
Антон Васильович Туркул (11 грудня 1892, Тирасполь — 20 серпня 1957) — генерал-майор Російської армії, Генерал-майор ЗС КОНР

## Життєпис
Народився в родині міщан. У вересні 1909 закінчив Рішельєвську гімназію в Одесі, після цього реальне училище, служив по цивільному відомству.
На військову службу вступив 9 (22) лютого 1910 рядовим на правах однорічника II розряду в 56-й піхотний Житомирський Його Імператорської Високості Великого Князя Миколи Миколайовича піхотний полк, який квартирував у Тирасполі. У 1910–1911 двічі невдало намагався вступити в Одеське юнкерське і Тифліській піхотне училища.
Звільнений в запас у січні 1913 в чині молодшого унтер-офіцера. У серпні 1914 з початком війни мобілізований до 43-го піхотного запасного батальйону. У 1914 пройшов прискорений курс юнкерського училища, після закінчення проведений в чин прапорщика та випущений в 75-й піхотний Севастопольський полк.
У боях тричі поранений. Штабс-капітан Російської Імператорської Армії. Влітку 1917 очолив формування ударного батальйону 19-ї піхотної дивізії. У грудні вступив в 1-у національну бригаду російських добровольців.
В березні — квітні 1918 при переході бригади з Ясс на Дон був фельдфебелем 2-й офіцерської роти. У 2-му Кубанському поході влітку — восени 1918 командував ротою офіцерського стрілецького полку 3-й піхотної дивізії полковника М. Г. Дроздовського.
В боях під Коренівкою 16 липня отримав важке поранення в ногу, до зими перебував на лікуванні в госпіталях Ростова і Новочеркаська. Із січня 1919 р — командир 1-го батальйону 2-го офіцерського генерала М. Г. Дроздовського полку, 24 жовтня 1919 в чині полковника прийняв командування 1-м офіцерським стрілецьким полком Дроздовський дивізії. Брав участь у зимових боях в Донецькому басейні, битві за Харків, відуступу від Москви.
7 квітня 1920 за успішну десантну операцію Перекоп-Хорли наказом Головнокомандувача Російської армії генерал-лейтенанта П. М. Врангеля проведений в чин генерал-майора. 6 серпня в боях у колонії Фрідріхсфельде в Північній Таврії прийняв командування Дроздовський стрілецькою дивізією. В останніх боях за Крим наприкінці жовтня — початку листопада Дроздовская дивізія зіграла вирішальну роль в контрнаступ стратегічного резерву Російської армії під Юшуні, забезпечила успішну евакуацію армії і біженців, зазнавши при цьому найменші втрати.
Наприкінці жовтня 1920 тяжко захворів на тиф, здавши командування дивізією генерал-майору В. Т. Харжевскому. Евакуювався до Константинополя на транспорті «Херсон» у складі дивізії 14 листопада з Кілен-бухти в Севастополі. Після згортання дивізій армії в 1-й армійський корпус прийняв 3-й стрілецький генерала М. Г. Дроздовського полк піхотної дивізії 1-го армійського корпусу.
На чолі чинів полку знаходився в Галліполі з 23 листопада 1920 по 31 серпня 1921, потім до 1922 — в Болгарії. Потім перебрався до Парижу, був одним з видних генералів РОВС.
16 липня 1936 в Парижі створив організацію — Русский Національний Союз Учасників Війни (РНСУВ). 28 липня наказом начальника РОВС генерал-лейтенанта Є. К. Міллера виключений з РОВС.
Після укладення пакту Молотова — Ріббентропа 23 серпня 1939 виїхав до Італії і жив у Римі, а після припинення активної діяльності РНСУВ — в Болгарії, під Софією.
У 1943 здійснив поїздку до окупованого Севастополя, де безуспішно намагався відшукати могили Генерального штабу генерал-майора М. Г. Дроздовського та полковника В. Б. Туцевіча в районі Малахова кургану.
З самого початку виявляв інтерес до Власовський руху та ВС КОНР, проте дуже насторожено сприймався генерал-лейтенантом А. А. Власовим і начальником його штабу генерал-майором Ф. І. Трухіним. Лише в грудні 1944 вступив у ЗС КОНР із збереженням чину і на початку 1945 приступив до формування окремого корпусу під Зальцбургом (Австрія), спираючись переважно на дроздовців, учасників Білого руху і чинів РНСУВ.
Після закінчення військових дій був арештований союзниками і довго перебував в ув'язненні за підозрою у співпраці з німецькими спецслужбами.
Не пізніше 1947 звільнився і включився в активну політичну діяльність в західній окупаційній зоні Німеччини. Маючи намір очолити колишніх учасників Власовського руху, організував з'їзд кадрів РОА в серпні 1950 під Шляйхсгеймом, на якому оголосив про створення нової політичної організації — Комітету Об'єднаних власовців. До кінця життя очолював КОВ і видавав у Мюнхені газету «Доброволець». 
Помер в ніч з 19 на 20 серпня 1957 в Мюнхені. Похований 14 вересня на Дроздовській ділянці кладовища Сен-Женев'єв-де-Буа під Парижем.
Автор циклу новел в обробці І. С. Лукаша, об'єднаних у збірку «Дроздовці у вогні» (Белград, 1937 — 1-е видання; Мюнхен, 1948 — 2-е видання. У Росії 1-е видання під редакцією В. Г. Бортневского відбулося в Ленінграді в 1991 г.).

## Нагороди
- орден св. Георгія IV ступеню
- Георгіївська зброя